# ツタバウンラン
ツタバウンラン（蔦葉海蘭、学名: Cymbalaria muralis）は、オオバコ科ツタバウンラン属の植物の一種。別名、ツタカラクサ、ツタガラクサ、ウンランカズラ。ヨーロッパ原産で、日本では帰化植物の一つ。種小名の muralis（ムラリス）は、「城壁の」の意味で、この植物の生態に基づくものと考えられている。

## 特徴
ヨーロッパ原産。日本には園芸植物として大正初年に渡来し、ロックガーデンなどに植えられるが、北海道から本州に野生化して帰化している。道端などに見られる。石垣の隙間などに生えることが多い。
一年生の草本。全体に無毛。匍匐性で、茎は細長く地上を這い、長さ10 - 40センチメートル (cm) になり、所々で不定根を出す。茎は赤みがある。葉は掌状で、ふつう浅く5 - 7裂し、葉脈が浮き出る。
開花期は春から初夏。花は唇形で、白色から淡い青紫色をしており、距（きょ）がある。花冠の長さは7 - 9ミリメートル (mm) 、上唇は2裂して直立し、下唇は背面に黄色い2個の膨らみがあって花口を塞ぐ。雄蕊は4個、雌蕊は1個。果実（蒴果）は径5 - 6 mmの球形で、長い柄がついて垂れ下がり、熟すと裂ける。種子は径1 mmで白色を帯び、歪な皺がある。

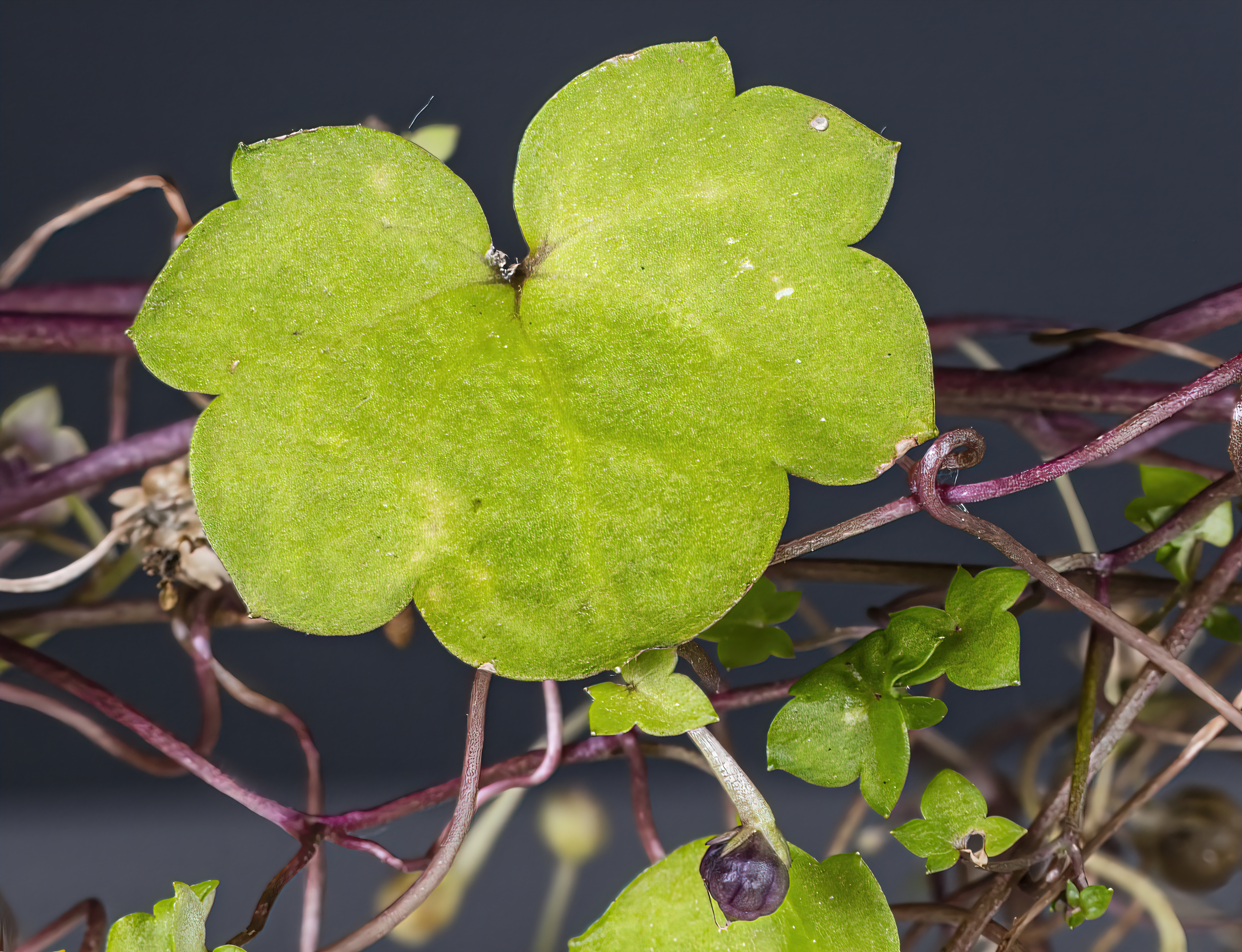
葉
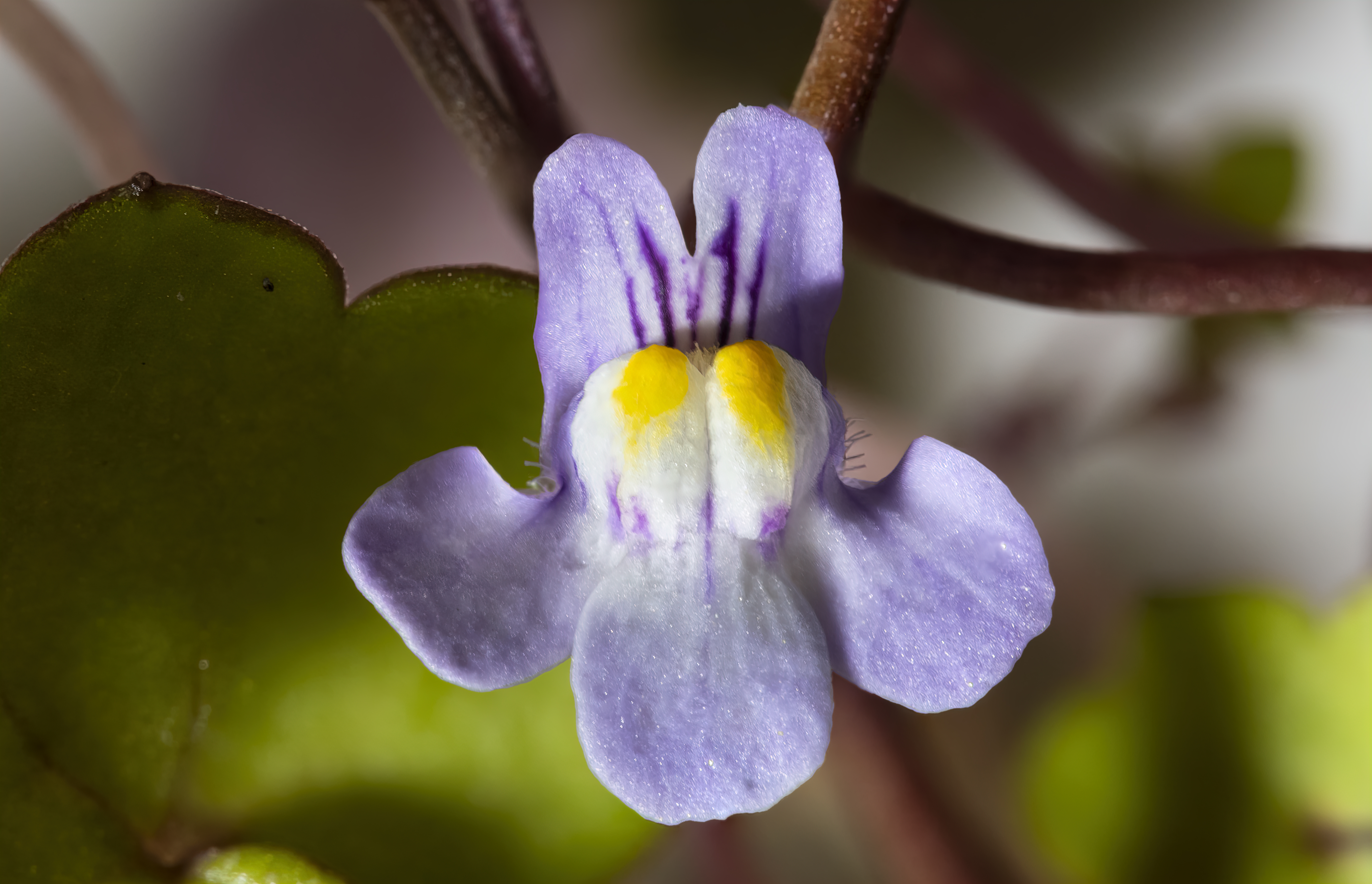
花
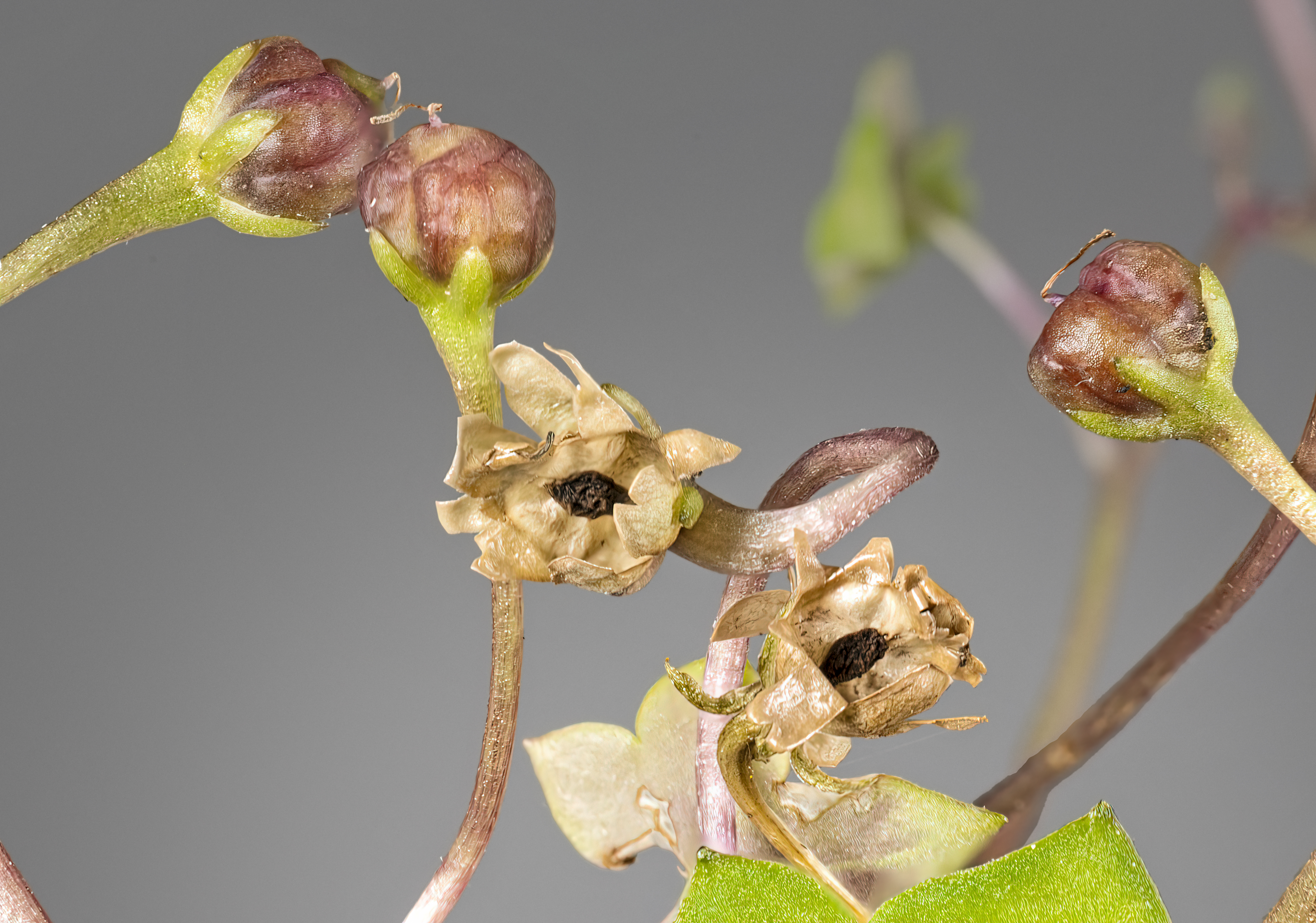
果実